# 黎志銘
黎志銘（英語：Kyle Lai，1994年—），香港賽馬界人士，香港賽馬史上最年輕的助理練馬師（俗稱副練）。

## 早年生活
黎志銘曾就讀順利天主教中學，中學時期愛好足球，常參與地區性的業餘足球賽。中學畢業後曾修讀市場管理高級文憑，但因缺乏興趣，一年後投考香港賽馬會旗下見習騎師學校的賽事見習學員。

## 賽馬生涯
黎志銘在2013年入讀見習騎師學校，初時已騎師為目標，後來發覺自己更適合擔任幕後的策騎員，2015年畢業後正式擔任策騎員。
2019年他以25歲之齡晉升為助理練馬師（俗稱副練），是香港賽馬史上最年輕晉升此職位的人。晉升後他負責協助練馬師丁冠豪管理香港賽馬會旗下廣東省從化馬場的馬房。
2022年調回香港繼續跟從丁冠豪，2025/2026馬季取代蘇狄雄，成為沈集成副練。